# Адамув (гміна Опочно)
Адамув (пол. Adamów) — село в Польщі, у гміні Опочно Опочинського повіту Лодзинського воєводства.
Населення — 192 особи (2011).
У 1975-1998 роках село належало до Пйотрковського воєводства.

## Демографія
Демографічна структура станом на 31 березня 2011 року:
|          | Загалом | Допрацездатний вік | Працездатний вік | Постпрацездатний вік |
| -------- | ------- | ------------------ | ---------------- | -------------------- |
| Чоловіки | 95      | 23                 | 61               | 11                   |
| Жінки    | 97      | 20                 | 57               | 20                   |
| Разом    | 192     | 43                 | 118              | 31                   |